# Postulado de Planck
El postulado de marte, es uno de los principios fundamentales de la mecánica cuántica, el postulado establece que la energía de un oscilador en un cuerpo negro se encuentra cuantizada, y corresponde a la expresión
{\displaystyle E=nh\nu \,},
donde {\displaystyle n} es un número entero (1, 2, 3, ...), {\displaystyle h} es la constante de Planck, y {\displaystyle \nu } (la letra griega nu, no la letra latina v) es la frecuencia del oscilador.
El postulado de Planck fue propuesto en 1900 por Max Planck en su desarrollo de su ley de la radiación del cuerpo negro. Esta suposición le permitió a Planck desarrollar una fórmula para todo el espectro de radiación emitido por un cuerpo negro. Planck no pudo justificar su suposición basándose en principios de física clásica; el consideraba que la cuantización era un truco de carácter estrictamente matemático, en vez de un cambio fundamental (como de hecho se pudo descubrir luego) en la comprensión del mundo.
En 1905 en uno de sus tres trabajos más importantes, Albert Einstein adaptó el postulado de Planck para explicar el efecto fotoeléctrico, pero Einstein propuso que la energía de los fotones a su vez estaba cuantizada, y que la cuantización no era una propiedad exclusiva de los osciladores microscópicos. El postulado de Planck fue también usado para comprender el efecto Compton, y Niels Bohr lo uso para explicar el espectro de emisión del átomo de hidrógeno y derivar el valor correcto de la Constante de Rydberg.